# EHF Champions League

Altes Logo der EHF Champions League

Die EHF Champions League ist der höchste Europapokal-Wettbewerb für Handball-Vereinsmannschaften der Frauen und Männer. Sie wird von der Europäischen Handballföderation (EHF) ausgerichtet. Bis 1993 fand der Wettbewerb unter dem Namen Europapokal der Landesmeister statt.

## Geschichte

### Männer
Im Jahre 1957 wurde der Europapokal der Landesmeister im Handball erstmals ausgetragen. Im ersten Jahr nahmen nur Auswahlen einzelner Städte an dem Wettbewerb teil, nicht aber einzelne Vereinsmannschaften. Den ersten Titel gewann die Stadtauswahl der tschechoslowakischen Hauptstadt Prag. Seit der zweiten Austragung im Jahr 1959 nehmen an dem Wettbewerb nur noch Vereinsmannschaften teil. 1958, 1961 und 1964 wurde der Wettbewerb ausgesetzt, da in diesen Jahren eine Weltmeisterschaften ausgespielt wurden. 1969 wurde der Wettbewerb abgesagt, da etliche Mannschaften gegen die Besetzung der Tschechoslowakei protestierten. Seit 1970 wird der Wettbewerb bei den Männern jährlich ausgetragen. Bis zum Beginn der 1980er Jahre dominierten deutsche Mannschaften den Pokalwettbewerb. Dabei konnten sowohl Vereine aus der DDR als auch aus der BR Deutschland die höchste Trophäe im europäischen Vereinshandball gewinnen. 1970 und 1979 kam es dabei zu „deutsch-deutschen“ Finalbegegnungen. Der VfL Gummersbach avancierte in dieser Zeit mit fünf Titelgewinnen zum erfolgreichsten Verein in diesem Wettbewerb. Ab Mitte der 1980er Jahre prägten Mannschaften aus osteuropäischen Ländern, wie der UdSSR oder Jugoslawien, den Wettbewerb. 1994 erfolgte die Umbenennung in EHF Champions League. Ab diesem Zeitpunkt begann auch die Vormachtstellung der spanischen Mannschaften, welche von 1994 bis 2001 in allen acht Europapokalwettbewerben triumphieren konnten. Allein der FC Barcelona konnte sich neben 1991 die Trophäe von 1996 bis 2000 fünfmal in Folge sichern und löste mit insgesamt sechs Triumphen den VfL Gummersbach als Rekordsieger in diesem Wettbewerb ab. 2015, 2021, 2022 und 2024 gewannen die Spanier weitere Titel.
Die meisten Titel (sieben) als Einzelspieler haben Andrei Xepkin, David Barrufet und Xavier O’Callaghan gewonnen.

### Frauen
Die Austragung des Europapokals der Landesmeister für Frauen erfolgte erstmals 1961.
Anfang der 1970er Jahre begann dabei die Vormachtstellung der sowjetischen Mannschaft von Spartak Kiew, welche insgesamt 20 Jahre andauern sollte. Dabei stand Spartak 15-mal im Endspiel und gewann davon 13-mal den Wettbewerb. 1989 verloren die Frauen aus Kiew ihr bislang letztes Finale gegen den österreichischen Vertreter Hypo Niederösterreich, über den sie die beiden Jahre zuvor noch triumphieren konnten. Die Niederlage von Spartak Kiew gegen die Mannschaft aus Österreich läutete gleichzeitig eine Wachablösung im europäischen Vereinshandball ein. Mit insgesamt acht Pokaltriumphen prägte dabei Hypo Niederösterreich in den 1990er Jahren diesen Europapokalwettbewerb ebenso deutlich, wie es Spartak Kiew in den Jahren zuvor getan hatte. Obwohl in der letzten Zeit vor allem dänische Mannschaften die EHF Champions League für sich entscheiden konnten, besitzen heutzutage so viele Mannschaften wie noch nie das Potential, den höchsten der europäischen Vereinswettbewerbe gewinnen zu können.

## Gewinner
| Saison    | Männer                   | Frauen                       |
| --------- | ------------------------ | ---------------------------- |
| 1956/57   | Stadtauswahl von Prag    | –                            |
| 1957/58   | −                        | –                            |
| 1958/59   | Redbergslids IK Göteborg | –                            |
| 1959/60   | Frisch Auf Göppingen     | –                            |
| 1960/61   | –                        | Știința Bukarest             |
| 1961/62   | Frisch Auf Göppingen (2) | Sparta Prag                  |
| 1962/63   | Dukla Prag               | Trud Moskau                  |
| 1963/64   | –                        | Rapid Bukarest               |
| 1964/65   | Dinamo Bukarest          | HG Kopenhagen                |
| 1965/66   | SC DHfK Leipzig          | SC Leipzig                   |
| 1966/67   | VfL Gummersbach          | Žalgiris Kaunas              |
| 1967/68   | Steaua Bukarest          | Žalgiris Kaunas (2)          |
| 1968/69   | –                        | –                            |
| 1969/70   | VfL Gummersbach (2)      | Spartak Kiew                 |
| 1970/71   | VfL Gummersbach (3)      | Spartak Kiew (2)             |
| 1971/72   | Partizan Bjelovar        | Spartak Kiew (3)             |
| 1972/73   | MAI Moskau               | Spartak Kiew (4)             |
| 1973/74   | VfL Gummersbach (4)      | SC Leipzig (2)               |
| 1974/75   | ASK Vorwärts Frankfurt   | Spartak Kiew (5)             |
| 1975/76   | RK Borac Banja Luka      | ŽRK Radnički Belgrad         |
| 1976/77   | Steaua Bukarest (2)      | Spartak Kiew (6)             |
| 1977/78   | SC Magdeburg             | TSC Berlin                   |
| 1978/79   | TV Großwallstadt         | Spartak Kiew (7)             |
| 1979/80   | TV Großwallstadt (2)     | ŽRK Radnički Belgrad (2)     |
| 1980/81   | SC Magdeburg (2)         | Spartak Kiew (8)             |
| 1981/82   | Honvéd Budapest          | Vasas Budapest               |
| 1982/83   | VfL Gummersbach (5)      | Spartak Kiew (9)             |
| 1983/84   | Dukla Prag (2)           | ŽRK Radnički Belgrad (3)     |
| 1984/85   | Metaloplastika Šabac     | Spartak Kiew (10)            |
| 1985/86   | Metaloplastika Šabac (2) | Spartak Kiew (11)            |
| 1986/87   | SKA Minsk                | Spartak Kiew (12)            |
| 1987/88   | ZSKA Moskau              | Spartak Kiew (13)            |
| 1988/89   | SKA Minsk (2)            | Hypo Niederösterreich        |
| 1989/90   | SKA Minsk (3)            | Hypo Niederösterreich (2)    |
| 1990/91   | FC Barcelona             | TV Lützellinden              |
| 1991/92   | RK Zagreb                | Hypo Niederösterreich (3)    |
| 1992/93   | RK Zagreb (2)            | Hypo Niederösterreich (4)    |
| 1993/94   | CB Cantabria Santander   | Hypo Niederösterreich (5)    |
| 1994/95   | Bidasoa Irún             | Hypo Niederösterreich (6)    |
| 1995/96   | FC Barcelona (2)         | ŽRK Podravka Koprivnica      |
| 1996/97   | FC Barcelona (3)         | Mar Valencia                 |
| 1997/98   | FC Barcelona (4)         | Hypo Niederösterreich (7)    |
| 1998/99   | FC Barcelona (5)         | Dunaferr SE                  |
| 1999/2000 | FC Barcelona (6)         | Hypo Niederösterreich (8)    |
| 2000/01   | SDC San Antonio          | Krim Ljubljana               |
| 2001/02   | SC Magdeburg (3)         | Kometal Gjorče Petrov Skopje |
| 2002/03   | Montpellier HB           | Krim Ljubljana (2)           |
| 2003/04   | RK Celje                 | Slagelse FH                  |
| 2004/05   | FC Barcelona (7)         | Slagelse FH (2)              |
| 2005/06   | BM Ciudad Real           | Viborg HK                    |
| 2006/07   | THW Kiel                 | Slagelse FH (3)              |
| 2007/08   | BM Ciudad Real (2)       | Swesda Swenigorod            |
| 2008/09   | BM Ciudad Real (3)       | Viborg HK (2)                |
| 2009/10   | THW Kiel (2)             | Viborg HK (3)                |
| 2010/11   | FC Barcelona (8)         | Larvik HK                    |
| 2011/12   | THW Kiel (3)             | ŽRK Budućnost Podgorica      |
| 2012/13   | HSV Hamburg              | Győri ETO KC                 |
| 2013/14   | SG Flensburg-Handewitt   | Győri ETO KC (2)             |
| 2014/15   | FC Barcelona (9)         | ŽRK Budućnost Podgorica (2)  |
| 2015/16   | KS Kielce                | CSM Bukarest                 |
| 2016/17   | RK Vardar Skopje         | Győri ETO KC (3)             |
| 2017/18   | Montpellier HB (2)       | Győri ETO KC (4)             |
| 2018/19   | RK Vardar Skopje (2)     | Győri ETO KC (5)             |
| 2019/20   | THW Kiel (4)             | – (Wettkampfabbruch)         |
| 2020/21   | FC Barcelona (10)        | Vipers Kristiansand          |
| 2021/22   | FC Barcelona (11)        | Vipers Kristiansand (2)      |
| 2022/23   | SC Magdeburg (4)         | Vipers Kristiansand (3)      |
| 2023/24   | FC Barcelona (12)        | Győri ETO KC (6)             |
| 2024/25   | SC Magdeburg (5)         | Győri ETO KC (7)             |

## Vermarktung
Die Umbenennung 1994 in EHF Champions League erfolgte hauptsächlich aus wirtschaftlichen und Marketinggründen. Alle Werbe-, Marken- und Medienrechte der Champions League übertrug die EHF 2008 an ihre Tochterfirma, die EHF Marketing GmbH, die diese Rechte an Dritte vergibt bzw. verkauft.
Vor der Saison 2006/07 schloss die EHF einen Fernsehvertrag mit dem europäischen Spartensender Eurosport ab. Der Vertrag enthielt die Übertragungsrechte an allen Spielen der EHF Champions League, die auch an Dritte weiterverkauft werden konnten. Die Spiele wurden sowohl auf dem frei empfangbaren Eurosport 1 als auch auf Eurosport 2 im Bezahlfernsehen übertragen. Verlängert wurde der Vertrag 2009 um vier Jahre und 2012 um ein weiteres Jahr. Bisher wurden in Deutschland nur vereinzelt Spiele in den dritten Programmen übertragen. In Deutschland werden Spiele mit deutscher Beteiligung seit der Saison 2014/15 vom Bezahlsender Sky übertragen. Dieser sicherte sich die Übertragungsrechte bis zur Saison 2019/20. Spiele ohne deutsche Beteiligung wurden auf skysport.de als freier Livestream angeboten. Von der Saison 2020/21 an bis 2029/30 hält DAZN die Rechte der EHF Champions League.
Die Zuschauereinnahmen aus ihren Heimspielen können die Vereine mit Heimrecht komplett behalten, anders als bei anderen Pokalspielen, bei denen die Zuschauereinnahmen zwischen beiden Vereinen 50:50 aufgeteilt werden.
Bei allen Spielen, von der ersten Gruppenphase bis zum Finale, wird auf einem einheitlichen Boden der französischen Firma Gerflor gespielt. Diese können sich die teilnehmenden Vereine kaufen oder von der EHF für Heimspiele ausleihen. Auch der Ball ist bei allen Spielen gleich. Es handelt sich um einen Handball der Marke Select aus Dänemark.

### Namensrechte
Die EHF Marketing GmbH vergab im September 2010 die Namensrechte an der EHF Champions League der Männer für drei Jahre an die Velux Gruppe, im Dezember 2012 wurde der Vertrag um weitere drei Jahre bis 2016 verlängert und nochmal im Juni 2015 um fünf Jahre bis 2020; seit Beginn der Gruppenphase 2010 hieß der Wettbewerb daher VELUX EHF Men’s Champions League. Das Finale der letzten vier Mannschaften in Köln wurde seit 2011 unter dem Namen VELUX EHF FINAL4 ausgetragen. Im Jahr 2020 lief der Vertrag dann aus. In der Saison 2022/23 heißt der Wettbewerb „Machineseeker EHF Champions League“ und das Final Four „TruckScout24 EHF Final4 2023“.
Die Namensrechte für die EHF Champions League der Frauen wurden das erste Mal für das Final-Four-Turnier im Mai 2019 an die russische Delo-Gruppe vergeben. Seitdem wurde das Endturnier in Budapest als DELO EHF FINAL4 ausgetragen. In den folgenden zwei Jahren trug dann auch der ganze Wettbewerb den Namen des Sponsors. Der Vertrag wurde für die Saison 2021/22 verlängert. In Folge des russischen Überfalls auf die Ukraine 2022 entschied die EHF Ende März 2022, die Zusammenarbeit mit dem russischen Sponsor sofort einzustellen.

## Modus
Seit Einführung des Wettbewerbs wurde der Modus mehrmals grundlegend reformiert. Die aktuell letzte umfassende Änderung datiert aus der Saison 2020/21.

### 1993 bis 2003
Von 1993 bis 2003 nahmen 32 Mannschaften an dem Wettbewerb teil. Dieses waren die Landesmeister der besten 31 Länder der EHF-Länderrangliste sowie der jeweilige Titelverteidiger. In mehrere K.-o.-Runden war eine Gruppenphase eingebettet. Von der Saison 1993/94 bis zur Spielzeit 1995/96 wurde nach dem Achtelfinale eine Gruppenphase mit zwei Vierergruppen gespielt, deren Sieger das anschließend Endspiel bestritten. Ab 1996/97 bis einschließlich der Saison 1999/2000 erfolgte nach zwei K.-o.-Runde eine Gruppenphase mit vier Gruppen zu je vier Mannschaften anstelle eines Achtelfinales. Die jeweils beiden Gruppenbesten zogen in das Viertelfinale ein, ab dem es wieder im K.-o.-System weiterging. In der Saison 2000/01 wurden erstmals die Vertreter der besten sieben Länder der EHF-Länderrangliste (eine 3-Jahres-Wertung) sowie der Titelverteidiger für die Gruppenphase gesetzt, so dass an den vorherigen Runden weniger Teams teilnahmen als zuvor. Gespielt wurden weiterhin vier Gruppen zu je vier Mannschaften, aus denen sich jeweils zwei Mannschaften für das Viertelfinale qualifizierten.

### 2003 bis 2008
Seit der Saison 2003/04 nahmen 40 Mannschaften an der Champions League teil, davon unterschiedlich viele Mannschaften aus den 31 bestplatzierten Ländern der EHF-Länderrangliste (unter Ausnahme von Montenegro). Die Anzahl der Vereine, die ein Land melden darf, richtet sich nach seiner Platzierung in der Rangliste. Die beiden Länder auf den ersten beiden Plätzen dürfen drei Mannschaften, die vier nächstbesten Länder jeweils zwei Mannschaften melden. Den folgenden 25 Ländern steht ein Platz in der Champions League zu. Der Titelverteidiger wird dem Kontingent seines Landes hinzugerechnet und ist in jedem Fall für die Gruppenphase der kommenden Spielzeit startberechtigt.
Nach der eingangs erwähnten Qualifikationsrunde findet eine Gruppenphase mit acht Gruppen à vier Mannschaften statt, aus denen die beiden besten Mannschaften sich für die nächste Runde qualifizieren. Die Gruppendritten sind für die vierte Runde des Europapokals der Pokalsieger startberechtigt, die Gruppenvierten scheiden aus. Bis zur Saison 2006/07 folgte auf diese Gruppenphase das Achtelfinale der K.-o.-Runde mit Hin- und Rückspiel.
In der Saison 2007/08 fand an Stelle der Achtel- und Viertelfinalspiele eine zweite Gruppenphase statt, in der vier Gruppen zu je vier Mannschaften gebildet wurden, deren Gruppensieger sich für das anschließende Halbfinale qualifizierten, das genau wie das Endspiel mit Hin- und Rückspiel gespielt wurde.
Anfangs plante die EHF schon damals ein Final-Four-Turnier, da dies aber an einem neutralen Ort stattfinden sollte, wurde dieses Vorhaben auf Druck der europäischen Topteams nicht durchgesetzt. Die Vereine befürchteten hohe Zuschauer- und damit Einnahmeeinbußen.
Auch bei den Frauen wurde die Einführung einer zweiten Gruppenphase beschlossen. Ab 2007 schließt sich nach der ersten Gruppenphase mit vier Gruppen à vier Klubs eine zweite mit zwei Gruppen à vier Mannschaften an. Die Halbfinale und das Finale werden im K.-o.-System mit Hin- und Rückspiel gespielt. Damit sollte eine Harmonie zwischen Männer- und Frauenwettbewerb geschaffen werden.

### Saison 2008/09
Zur Saison 2008/09 wurde der Modus der EHF Champions League nochmals überarbeitet. Es waren weiterhin 40 Mannschaften teilnahmeberechtigt, von denen 24 direkt für die erste Gruppenphase qualifiziert waren. Die verbleibenden 16 Mannschaften spielten in einer Qualifikationsrunde im K.-o.-System die restlichen acht Startplätze aus. Die unterlegenen acht Mannschaften nahmen an der zweiten Runde des EHF-Cup teil.
Die 32 qualifizierten Mannschaften spielten in acht Vierergruppen die Gruppenphase im Modus „Jeder gegen Jeden“ mit Hin- und Rückspiel. Die Ersten und Zweiten aus jeder Gruppe qualifizierten sich für die Hauptrunde und wurden in die gleichen Hauptrundengruppen gesetzt. Die Dritten der Gruppenphase nahmen an der vierten Runde des Europapokals der Pokalsieger teil, die Viertplatzierten schieden aus. In der Hauptrunde wurde in vier Vierergruppen nach dem gleichen Modus wie in der ersten Gruppenphase gespielt. Allerdings spielten Mannschaften, die bereits in der Gruppenphase gegeneinander gespielt haben, nicht noch einmal gegeneinander. Hier wurden die Ergebnisse aus der Gruppenphase übernommen und entsprechend gewertet. Für die nächste Runde qualifizierten sich die Gruppenersten und Gruppenzweiten. Die acht qualifizierten Mannschaften aus der Hauptrunde ermittelten in Viertelfinale, Halbfinale und Finale den Champions-League-Sieger. Es wurde im K.-o.-System mit Hin- und Rückspiel gespielt.

### Seit der Saison 2009/10
Die Qualifikation wird in Dreier- oder Vierergruppen gespielt. Zudem gab es eine Wildcard-Gruppe, dort nahmen vier Teams teil, die nach Meinung der EHF das Spielniveau der Champions League erhöhen sollen. Der Gruppenerste jeder Gruppe qualifiziert sich für die Gruppenphase. Die ausscheidenden Teams nehmen je nach Platzierung an der 2. oder 3. Runde im EHF-Pokal teil.
Die Anzahl der am Wettbewerb teilnehmenden Mannschaften in der Gruppenphase wurde von 32 auf 24 reduziert. In der Gruppenphase spielten die Mannschaften in vier Gruppen zu je sechs Mannschaften. Jede Mannschaft spielte gegen jeden seiner Gruppengegner ein Auswärts- und ein Heimspiel, sodass jedes Team zehn Spiele zu bestreiten hatte. Die besten vier Mannschaften einer Gruppe kamen ins Achtelfinale, die Zwischenrunde wurde somit wieder abgeschafft.
Ab dem Achtelfinale wird in Hin- und Rückspiel nach dem K.-o.-Prinzip gespielt. Das Halbfinale und Finale wird in einem Final-Four-Turnier ausgespielt, in diesen beiden Runden wird die Entscheidung somit in einem einzigen Spiel gefällt. Das Final Four wurde zunächst jedes Jahr neu ausgeschrieben, somit hatten verschiedene Hallenanbieter die Möglichkeit, das Event in ihre Arena zu holen. Die Spielstätte des Final Four ist seit der Saison 2009/10 die Lanxess Arena in Köln. Am 14. November 2011 gab die EHF bekannt, dass das Final Four bis 2014 in der Lanxess Arena in Köln stattfinden wird. Die EHF verkündete am 14. Dezember 2013 die Verlängerung der Ausrichtung in Köln um weitere zwei Jahre bis 2016. Am 27. März 2015 wurde die 2016 endende Vereinbarung um vier Jahre bis 2020 verlängert. Am 11. Dezember 2018 bestätigte die EHF Köln als Austragungsort bis 2024. Im Juni 2022 wurde der Vertrag bis mindestens 2026 verlängert.

### Gruppenphase ab der Saison 2015/16
Zur Saison 2015/16 wurde die Gruppenphase neu gestaltet. Es gibt nun eine Zweiteilung: Die besser eingestuften Vereine spielen in zwei Achter-Gruppen (A und B), die schwächer eingestuften in zwei Sechser-Gruppen (C und D), jeweils in Hin- und Rückrunde. Insgesamt nehmen nun 28 Mannschaften am Wettbewerb teil. Die Sieger der Gruppen A und B qualifizieren sich direkt für das Viertelfinale. Die Zweit- bis Sechstplatzierten der Gruppen A und B sowie die zwei in einem Überkreuz-Vergleich der Erst- und Zweitplatzierten der Gruppen C und D ermittelten Teams bestreiten das Achtelfinale.

### Spielmodus ab der Saison 2020/21
Mit Beginn der Saison 2020/21 wurde das Spielsystem in der EHF Champions League der Männer und der Frauen angeglichen, und die Anzahl der teilnehmenden Mannschaften bei den Männern auf 16 reduziert. Sowohl bei den Männern als auch bei den Frauen beginnt die Gruppenphase seither mit zwei Gruppen zu je acht Mannschaften, in denen Hin- und Rückrunde ausgespielt werden. Nach Abschluss der Gruppenphase erreichen die Teams auf den Plätzen 3 bis 6 die Play-offs. Diese Play-offs werden nach dem System „A3 gegen B6“, „A4 gegen B5“, „A5 gegen B4“ und „A6 gegen B3“ ausgespielt. Die vier Sieger erreichen das Viertelfinale. Die Erst- und Zweitplatzierten der Gruppenphase sind direkt für das Viertelfinale qualifiziert. Die vier Sieger der Viertelfinalspiele erreichen schließlich das Final Four der Männer in Köln bzw. der Frauen in Budapest.

### Entscheidung bei Punktgleichheit
Wenn nach Beendigung aller Gruppenspiele in der Vorrunde oder Hauptrunde zwei oder mehrere Mannschaften punktgleich sind, werden nach einer bestimmten Reihenfolge die endgültigen Platzierungen bestimmt. Zuerst wird der direkte Vergleich der punktgleichen Mannschaften gegeneinander einbezogen. Die Mannschaft, die die meisten Punkte im direkten Vergleich erreicht hat, wird die höchste Position erhalten. Sollte auch hier Punktgleichheit bestehen, entscheidet die beste Tordifferenz und, sollte auch dies bei mehreren Mannschaften gleich sein, die Anzahl der insgesamt im direkten Vergleich geworfenen Tore, welche Mannschaft welche Position erhält. Erst wenn auch die Parameter des direkten Vergleichs keine Entscheidung bringen, wird die Tordifferenz aller Spiele gegen die Gruppengegner und dann die Anzahl der geworfenen Tore in den Gruppenspielen zur Entscheidungsfindung hinzugezogen. Für die Hauptrunde ist es möglich, dass die Platzierung in der Vorrunde oder die Anzahl der Punkte, die in der Vorrunde erreicht wurden, entscheidend ist.
Für den Fall, dass immer noch keine Entscheidung gefunden ist, wird von der EHF ein Losentscheid angesetzt.

## Prämien
Die Prämien in der EHF Champions League sind sowohl für die Männer als auch für die Frauen im Reglement des jeweiligen Wettbewerbs unter dem Punkt „Disbursements“ festgehalten.
So ergibt sich in der Saison 2022/23 für die 16 teilnehmenden Mannschaften folgende Aufteilung:

### EHF Champions League der Männer
- Gruppenphase
  - 10.000 € pro Spiel (14 insgesamt)
  - 5.000 € Bonus pro Punkt
  - 20.000 € Bonus für den Erst- und Zweitplatzierten der Gruppenphase
- Play-offs
  - 10.000 € pro Spiel (2 insgesamt)
  - 7.500 € Bonus pro Punkt
- Viertelfinale
  - 10.000 € pro Spiel (2 insgesamt)
  - 10.000 € Bonus pro Punkt
- EHF FINAL4 Men

Die Siegprämie beim EHF FINAL4 Men beträgt 1.000.000 €. Diese Prämie wird wie folgt unter den vier Mannschaften aufgeteilt
- Der Sieger erhält 1.000.000 € abzüglich aller von Gruppenphase bis inklusive Viertelfinale erspielten Prämien. Das heißt das siegreiche Team einer Saison erhält die Gesamtsumme von 1.000.000 €.

Die verbleibende Prämie wird wie folgt aufgeteilt
- Der Zweitplatzierte erhält 33,3 % + 5 %
- Der Drittplatzierte erhält 33,3 %
- Der Viertplatzierte erhält 33,3 % − 5 %

### EHF Champions League der Frauen
- Gruppenphase
  - 3.000 € pro Spiel (14 insgesamt)
  - 1.000 € Bonus pro Punkt
  - 6.000 € Bonus für den Erst- und Zweitplatzierten der Gruppenphase
- Play-offs
  - 3.000 € pro Spiel (2 insgesamt)
  - 1.500 € Bonus pro Punkt
- Viertelfinale
  - 3.000 € pro Spiel (2 insgesamt)
  - 2.000 € Bonus pro Punkt
- EHF FINAL4 Women
  - Sieger: 200.000 €
  - Platz 2: 150.000 €
  - Platz 3: 100.000 €
  - Platz 4: 50.000 €

### Pokal
Der Pokal der EHF Champions League ist ein Wanderpokal. Die Siegermannschaft darf ihn für ein Jahr behalten, muss ihn aber vor den Finalspielen der Folgesaison wieder an die EHF abgeben. Im Gegenzug dazu erhält der Verein eine Replik des Pokals. Gewinnt eine Mannschaft die Champions League zum fünften Mal oder dreimal in Folge, darf sie den Pokal behalten. Bis einschließlich der Saison 2009/10 wurde der „Henkelpott“ (Foto) vergeben, von 2009/10 bis 2019/20 der „Metallische Arm“ (Foto) und seit 2020/21 der „Ball, der das Netz trifft“.
Der bis 2019/20 vergebene Pokal wog genau 7,86 kg und war damit der schwerste Pokal seiner Sportart. Er besteht zu 46 % aus Bronze und zu 52 % aus Stahl. Sein Nachfolger besteht aus recycelten Materialien und wird bei den Männern und Frauen vergeben.

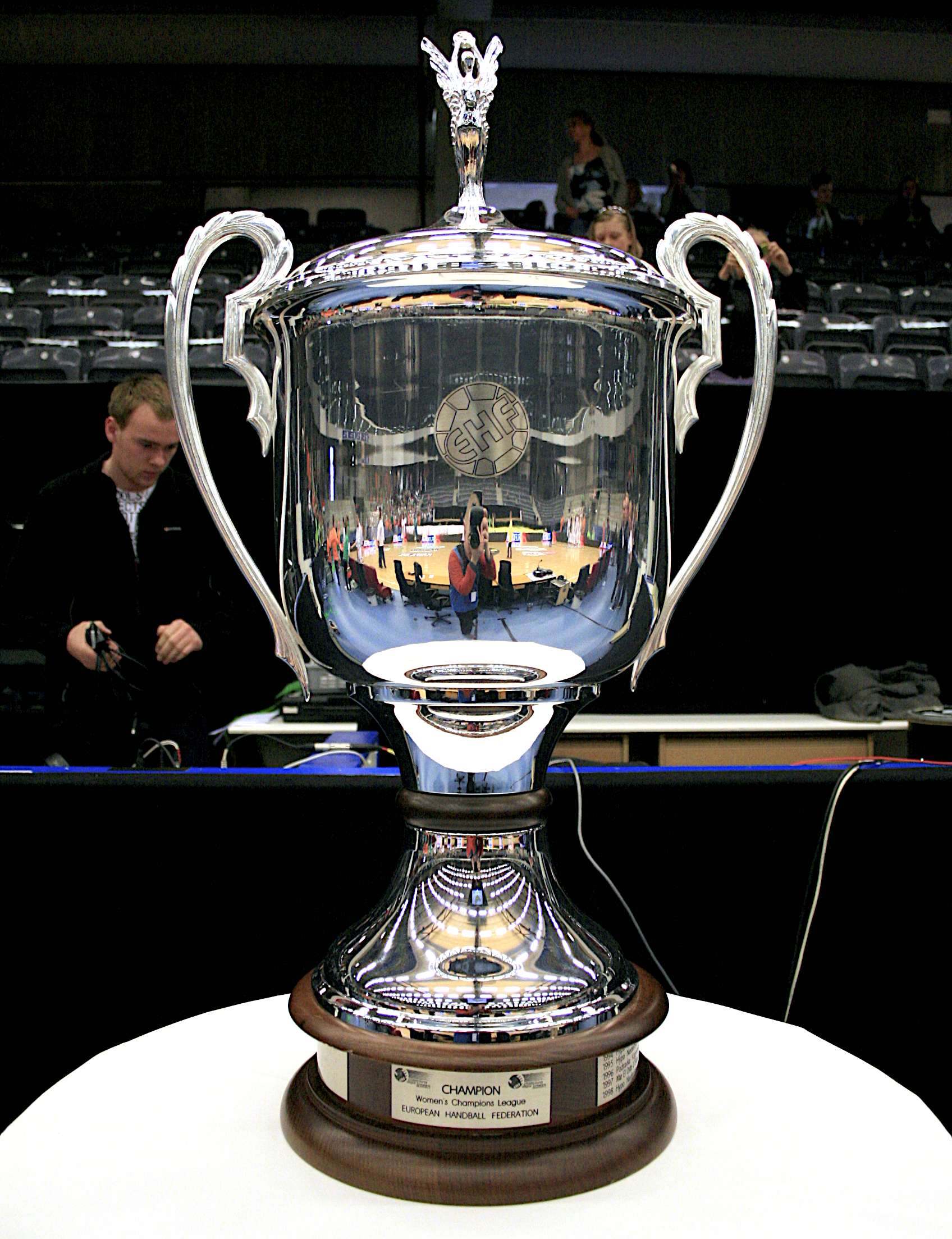
EHF-Champions-League-Pokal bis 2009
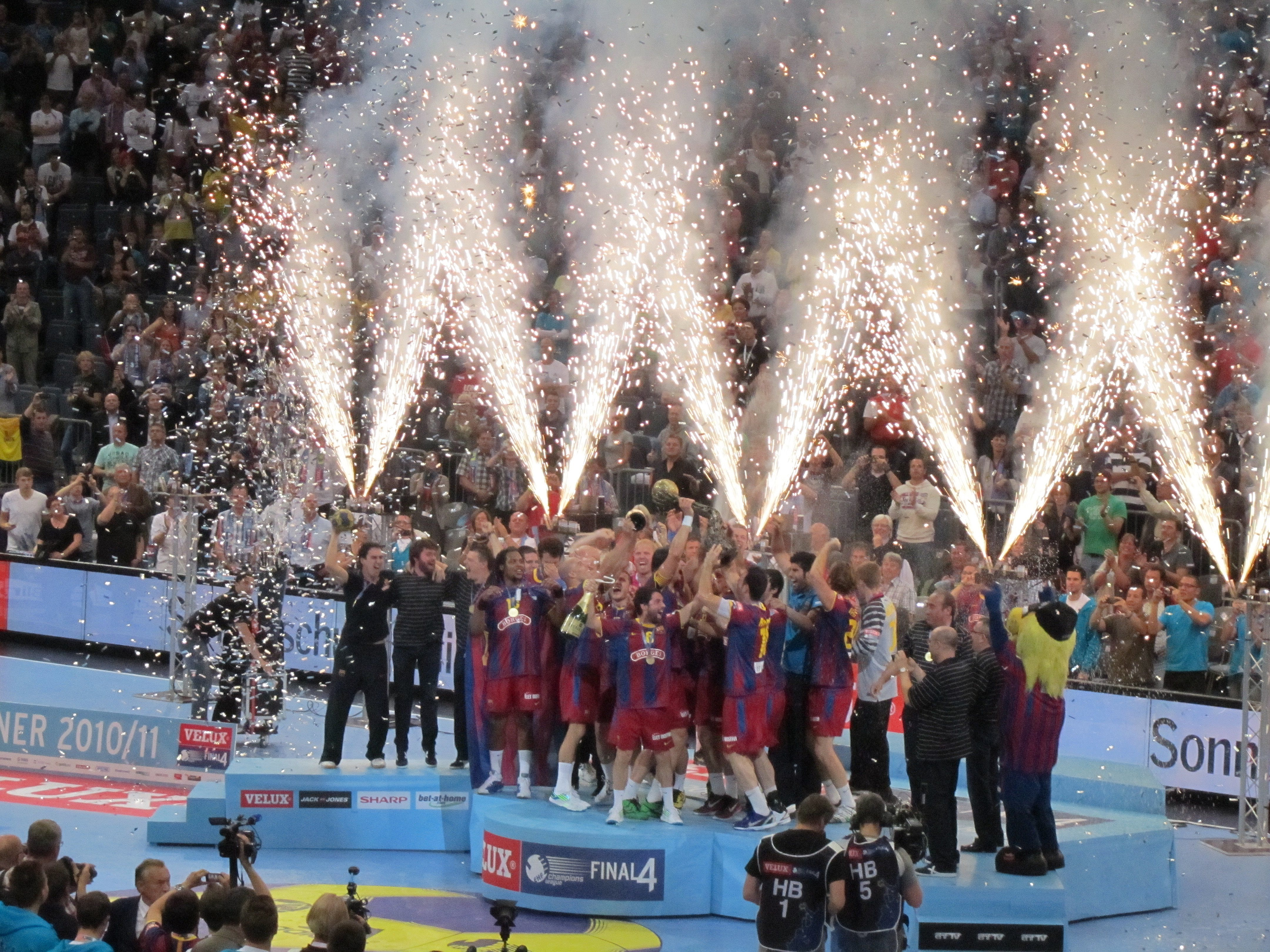
FC Barcelona mit dem „Champions-League-Arm“ 2011

## Teilnehmer
Die Anzahl der Teilnehmer, die eine Nation in der EHF Champions League stellen darf, ergibt sich aus der EHF-Rangliste. Je besser die Nation platziert ist, desto mehr Mannschaften sind für die Champions League startberechtigt.
- jeweils 2 Startplätze erhalten die beiden erstplatzierten Verbände (insgesamt 4 Startplätze)
- jeweils 1 Startplatz erhalten die Verbände der Plätze 3–27 (insgesamt 24 Startplätze)
- ab Position 28 erhalten die Verbände keinen Startplatz in der Champions League

## Erfolgreichste Nationen

### Männer
| Rang | Nation                                    | letzter Titel | Titel |
| ---- | ----------------------------------------- | ------------- | ----- |
| 01.  | Deutschland (auch als DDR)                | 2024/25       | 22    |
| 02.  | Spanien                                   | 2023/24       | 18    |
| 03.  | Rumänien                                  | 1976/77       | 03    |
| 03.  | Tschechien (als Tschechoslowakei)         | 1983/84       | 03    |
| 03.  | Belarus (als UdSSR)                       | 1989/90       | 03    |
| 03.  | Kroatien (auch als Jugoslawien)           | 1992/93       | 03    |
| 07.  | Serbien (als Jugoslawien)                 | 1985/86       | 02    |
| 07.  | Russland (als UdSSR)                      | 1987/88       | 02    |
| 07.  | Frankreich                                | 2017/18       | 02    |
| 07.  | Nordmazedonien                            | 2018/19       | 02    |
| 11.  | Schweden                                  | 1958/59       | 01    |
| 11.  | Bosnien und Herzegowina (als Jugoslawien) | 1975/76       | 01    |
| 11.  | Ungarn                                    | 1981/82       | 01    |
| 11.  | Slowenien                                 | 2003/04       | 01    |
| 11.  | Polen                                     | 2015/16       | 01    |

### Frauen
| Rang | Nation                            | letzter Titel | Titel |
| ---- | --------------------------------- | ------------- | ----- |
| 01.  | Ukraine (als UdSSR)               | 1987/88       | 13    |
| 02.  | Ungarn                            | 2024/25       | 09    |
| 03.  | Österreich                        | 1999/2000     | 08    |
| 04.  | Dänemark                          | 2009/10       | 07    |
| 05.  | Deutschland (auch als DDR)        | 1990/91       | 04    |
| 05.  | Norwegen                          | 2022/23       | 04    |
| 07.  | Litauen (als UdSSR)               | 1967/68       | 03    |
| 07.  | Serbien (als Jugoslawien)         | 1983/84       | 03    |
| 07.  | Rumänien                          | 2015/16       | 03    |
| 10.  | Slowenien                         | 2002/03       | 02    |
| 10.  | Russland (auch als UdSSR)         | 2007/08       | 02    |
| 10.  | Montenegro                        | 2014/15       | 02    |
| 13.  | Tschechien (als Tschechoslowakei) | 1961/62       | 01    |
| 13.  | Kroatien                          | 1995/96       | 01    |
| 13.  | Spanien                           | 1996/97       | 01    |
| 13.  | Nordmazedonien                    | 2001/02       | 01    |

## Erfolgreichste Spieler
Bisher haben 16 Spieler den Europapokal der Landesmeister bzw. die EHF Champions League mindestens fünfmal gewonnen. Vier Spielern gelang dies mit drei verschiedenen Vereinen. Noch aktive Spieler sind fett markiert. Die nächsten noch aktiven Spieler mit den meisten Titeln (je 3) sind Nikola Portner, Luka Cindrić, Ludovic Fabregas, Cédric Sorhaindo, Haniel Langaro, Melvyn Richardson, Dika Mem, Domen Makuc, Aleix Gómez, Blaž Janc, Timothey N’Guessan und Thiagus Petrus.
| Titel | Nat.            | Spieler                 | Vereine                                                                                  |
| ----- | --------------- | ----------------------- | ---------------------------------------------------------------------------------------- |
| 07    | Ukraine Spanien | Andrei Xepkin           | FC Barcelona (1996, 1997, 1998, 1999, 2000, 2005) THW Kiel (2007)                        |
| 07    | Spanien         | David Barrufet          | FC Barcelona (1991, 1996, 1997, 1998, 1999, 2000, 2005)                                  |
| 07    | Spanien         | Xavier O’Callaghan      | FC Barcelona (1991, 1996, 1997, 1998, 1999, 2000, 2005)                                  |
| 06    | Schweden        | Tomas Svensson          | Bidasoa Irún (1995) FC Barcelona (1996, 1997, 1998, 1999, 2000)                          |
| 06    | Spanien         | Enric Masip             | FC Barcelona (1991, 1996, 1997, 1998, 1999, 2000)                                        |
| 06    | Spanien         | Antonio Carlos Ortega   | FC Barcelona (1996, 1997, 1998, 1999, 2000, 2005)                                        |
| 06    | Spanien         | Iñaki Urdangarin        | FC Barcelona (1991, 1996, 1997, 1998, 1999, 2000)                                        |
| 06    | Belarus         | Siarhei Rutenka         | Celje Pivovarna Lasko (2004) BM Ciudad Real (2006, 2008, 2009) FC Barcelona (2011, 2015) |
| 06    | Spanien         | Mateo Garralda          | Teka Santander (1994) FC Barcelona (1996, 1997, 1998, 1999) Portland San Antonio (2001)  |
| 05    | Spanien         | José Javier Hombrados   | Teka Santander (1994) Portland San Antonio (2001) BM Ciudad Real (2006, 2008, 2009)      |
| 05    | Belarus         | Michail Jakimowitsch    | SKA Minsk (1987, 1989, 1990) Teka Santander (1994) Portland San Antonio (2001)           |
| 05    | Kroatien        | Patrik Ćavar            | RK Zagreb (1992, 1993) FC Barcelona (1998, 1999, 2000)                                   |
| 05    | Spanien         | Rafael Guijosa          | FC Barcelona (1996, 1997, 1998, 1999, 2000)                                              |
| 05    | Spanien         | Fernando Barbeito       | FC Barcelona (1991, 1996, 1997, 1998) Portland San Antonio (2001)                        |
| 05    | Spanien         | Gonzalo Pérez de Vargas | FC Barcelona (2011, 2015, 2021, 2022, 2024)                                              |
| 05    | Spanien         | Aitor Ariño             | FC Barcelona (2011, 2015, 2021, 2022, 2024)                                              |

## Erfolgreichste Trainer
Bisher haben sechs Trainer die EHF Champions League mehr als einmal gewonnen. Rekordhalter ist der Spanier Valero Rivera, der mit dem FC Barcelona fünfmal die Champions League sowie 1991 den Europapokal der Landesmeister gewann. Talant Dujshebaev, Roberto García Parrondo, Filip Jícha, Antonio Carlos Ortega und Bennet Wiegert sind die Trainer, die auch als Spieler die Champions League gewinnen konnten. Jícha gewann als Erster beide Titel beim Final Four in Köln.
| Titel | Nat.        | Trainer                    | Vereine                                            |
| ----- | ----------- | -------------------------- | -------------------------------------------------- |
| 05    | Spanien     | Valero Rivera              | FC Barcelona (1996, 1997, 1998, 1999, 2000)        |
| 04    | Spanien     | Talant Dujshebaev          | BM Ciudad Real (2006, 2008, 2009) KS Kielce (2016) |
| 03    | Island      | Alfreð Gíslason            | SC Magdeburg (2002) THW Kiel (2010, 2012)          |
| 03    | Spanien     | Xavi Pascual               | FC Barcelona (2011, 2015, 2021)                    |
| 02    | Frankreich  | Patrice Canayer            | Montpellier HB (2003, 2018)                        |
| 02    | Spanien     | Antonio Carlos Ortega      | FC Barcelona (2022, 2024)                          |
| 02    | Deutschland | Bennet Wiegert             | SC Magdeburg (2023, 2025)                          |
| 01    | Spanien     | Javier García Cuesta       | Teka Santander (1994)                              |
| 01    | Spanien     | Julián Ruiz                | Bidasoa Irún (1995)                                |
| 01    | Spanien     | Francisco Javier Equisoain | Portland San Antonio (2001)                        |
| 01    | Slowenien   | Miro Požun                 | Celje Pivovarna Laško (2004)                       |
| 01    | Spanien     | Xesco Espar                | FC Barcelona (2005)                                |
| 01    | Deutschland | Zvonimir Serdarušić        | THW Kiel (2007)                                    |
| 01    | Deutschland | Martin Schwalb             | HSV Hamburg (2013)                                 |
| 01    | Schweden    | Ljubomir Vranjes           | SG Flensburg-Handewitt (2014)                      |
| 01    | Spanien     | Raúl González              | RK Vardar Skopje (2017)                            |
| 01    | Spanien     | Roberto García Parrondo    | RK Vardar Skopje (2019)                            |
| 01    | Tschechien  | Filip Jícha                | THW Kiel (2020)                                    |

## Torschützenkönige seit 1993/94
| Saison    | Nat.                            | Spieler                         | Verein                   | Tore    |
| --------- | ------------------------------- | ------------------------------- | ------------------------ | ------- |
| 1993/94   | Slowenien                       | Uroš Šerbec                     | Celje Pivovarna Laško    | 076     |
| 1994/95   | Jugoslawien Bundesrepublik 1992 | Nenad Peruničić                 | Bidasoa Irún             | 082     |
| 1995/96   | Portugal                        | Carlos Resende                  | Académico Basket Clube   | 080     |
| 1996/97   | Portugal                        | Carlos Resende                  | Académico Basket Clube   | 082     |
| 1997/98   | Ungarn                          | József Éles                     | KC Veszprém              | 084     |
| 1998/99   | Kroatien                        | Zlatko Saračević                | RK Zagreb                | 090     |
| 1999/2000 | Kroatien                        | Zlatko Saračević                | RK Zagreb                | 092     |
| 2000/01   | Ukraine                         | Jurij Kostezkyj                 | Académico Basket Clube   | 081     |
| 2001/02   | Jugoslawien Bundesrepublik 1992 | Nenad Peruničić                 | SC Magdeburg             | 122     |
| 2002/03   | Kroatien                        | Mirza Džomba                    | KC Veszprém              | 067     |
| 2003/04   | Slowenien                       | Siarhei Rutenka                 | Celje Pivovarna Laško    | 103     |
| 2004/05   | Slowenien                       | Siarhei Rutenka                 | Celje Pivovarna Laško    | 085     |
| 2005/06   | Mazedonien 1995                 | Kiril Lazarov                   | KC Veszprém              | 085     |
| 2006/07   | Frankreich                      | Nikola Karabatić                | THW Kiel                 | 089     |
| 2007/08   | Mazedonien 1995 Island          | Kiril Lazarov Ólafur Stefánsson | RK Zagreb BM Ciudad Real | 096 096 |
| 2008/09   | Tschechien                      | Filip Jícha                     | THW Kiel                 | 099     |
| 2009/10   | Tschechien                      | Filip Jícha                     | THW Kiel                 | 119     |
| 2010/11   | Deutschland                     | Uwe Gensheimer                  | Rhein-Neckar Löwen       | 118     |
| 2011/12   | Danemark                        | Mikkel Hansen                   | AG København             | 098     |
| 2012/13   | Danemark                        | Hans Lindberg                   | HSV Hamburg              | 101     |
| 2013/14   | Serbien                         | Momir Ilić                      | KC Veszprém              | 103     |
| 2014/15   | Serbien                         | Momir Ilić                      | KC Veszprém              | 114     |
| 2015/16   | Danemark                        | Mikkel Hansen                   | Paris Saint-Germain      | 141     |
| 2016/17   | Deutschland                     | Uwe Gensheimer                  | Paris Saint-Germain      | 115     |
| 2017/18   | Deutschland                     | Uwe Gensheimer                  | Paris Saint-Germain      | 092     |
| 2018/19   | Spanien                         | Alex Dujshebaev                 | KS Kielce                | 099     |
| 2019/20   | Schweden                        | Niclas Ekberg                   | THW Kiel                 | 085     |
| 2020/21   | Spanien                         | Valero Rivera                   | HBC Nantes               | 095     |
| 2021/22   | Spanien                         | Aleix Gómez                     | FC Barcelona             | 104     |
| 2022/23   | Danemark                        | Emil Wernsdorf Madsen           | Gudme OG                 | 107     |
| 2023/24   | Polen                           | Kamil Syprzak                   | Paris Saint-Germain      | 112     |
| 2024/25   | Danemark                        | Mathias Gidsel                  | Füchse Berlin            | 135     |

## Spieler mit 1000 und mehr Toren
Folgende Spieler erzielten in der EHF Champions League (EHF CL) mindestens 1000 Tore:
| Name                         | Nat.           | EHF-CL-Vereine                                                                                          | 1000. EHF-CL-Tor am | EHF-CL-Tore gesamt               | Status           |
| ---------------------------- | -------------- | --- | ------------------- | -------------------------------- | ---------------- |
| Kiril Lazarov                | Nordmazedonien | RK Zagreb, KC Veszprém, BM Ciudad Real/BM Atletico Madrid, FC Barcelona, HBC Nantes                     | 5.10.2015           | 1.482                            | nicht mehr aktiv |
| Timur Anatoljewitsch Dibirow | Russland       | Medwedi Tschechow, RK Vardar Skopje                                                                     | 19.11.2021          | 1.200 (Stand: 6. Dezember 2024)  | aktiv            |
| Nikola Karabatić             | Frankreich     | Montpellier Handball, THW Kiel, FC Barcelona Paris Saint-Germain                                        | 16.5.2018           | 1.198                            | nicht mehr aktiv |
| Cristina Neagu               | Rumänien       | Rulmentul Brașov, CS Oltchim Râmnicu Vâlcea, ŽRK Budućnost Podgorica, CSM Bukarest                      | 22.1.2023           | 1.155 (Stand: 6. Oktober 2024)   | aktiv            |
| Jovanka Radičević            | Montenegro     | Győri ETO KC, ŽRK Vardar SCBT, ŽRK Budućnost Podgorica, CSM Bukarest, Kastamonu Belediyesi GSK, RK Krim | 9.10.2022           | 1.141 (Stand: 14. August 2024)   | aktiv            |
| Mikkel Hansen                | Danemark       | GOG, FC Barcelona, AG København, Paris Saint-Germain, Aalborg Håndbold                                  | 15.9.2022           | 1.138                            | nicht mehr aktiv |
| Anita Görbicz                | Ungarn         | Győri ETO KC                                                                                            | 11.10.2020          | 1.016                            | nicht mehr aktiv |
| Andrea Lekić                 | Serbien        | Rokometni Klub Krim, Győri ETO KC, ŽRK Vardar, CSM Bukarest, Ferencváros Budapest                       | 19.11.2023          | 1.002 (Stand: 20. November 2023) | aktiv            |